# Río Santihervas
El río Santihervas es un corto río de España, un afluente del río Ambroz que discurre por el norte de la provincia de Cáceres (Extremadura), concretamente en el Valle del Ambroz. Pasa por la población de Hervás.
- Datos: Q6115692